# Гальїп'єнсо
Гальїп'єнсо (ісп. Gallipienzo) — муніципалітет в Іспанії, у складі автономної спільноти Наварра. Населення — 126 осіб (2009).
Муніципалітет розташований на відстані близько 300 км на північний схід від Мадрида, 38 км на південний схід від Памплони.
На території муніципалітету розташовані такі населені пункти: (дані про населення за 2009 рік)
- Гальїп'єнсо: 48 осіб
- Гальїп'єнсо-Нуево: 78 осіб

## Демографія
Динаміка населення (INE ):